# Scleropauropus subhastifer
Scleropauropus subhastifer är en mångfotingart som beskrevs av Filippo Silvestri. Scleropauropus subhastifer ingår i släktet hårdfåfotingar, och familjen fåfotingar. Inga underarter finns listade i Catalogue of Life.